# Ampelisca parabyblisoides
Ampelisca parabyblisoides is een vlokreeftensoort uit de familie van de Ampeliscidae. De wetenschappelijke naam van de soort is voor het eerst geldig gepubliceerd in 1996 door Dauvin & Bellan-Santini.